# Liste des maires de Vienne (Isère)
Cet article dresse une liste par ordre de mandat des maires de Vienne.

## Liste des maires
| Période            | Période  | Identité                               | Étiquette                   | Qualité |
| ------------------ | -------- | -------------------------------------- | --------------------------- | --- |
| 1790               | 1793     | Abel Joseph Pioct                      |                             | |
| 1793               | 1793     | M. Revolat                             |                             | |
| 1793               | 1793     | M. Boissonnet                          |                             | |
| 1793               | 1793     | M. Lefebre                             |                             | |
| 1793               | 1793     | Jean Baptiste Abel Boissat             |                             | |
| 1793               | 1795     | M. Thevenin du Lac                     |                             | |
| 1795               | 1797     | Charles Guilliermin                    |                             | Notaire |
| 1797               | 1798     | Louis Joseph Teste du Bailler          |                             | |
| 1798               | 1800     | M. Teste le Beau                       |                             | |
| 1800               | 1815     | Charles Guilliermin                    |                             | |
| 1815               | 1815     | M. Gelas                               |                             | |
| 1815               | 1816     | M. Riondet                             |                             | |
| 1816               | 1830     | Philippe-Paul de Tessières de Miremont |                             | Député |
| 1830               | 1831     | M. Gerin                               |                             | |
| 1831               | 1832     | Thomas Couturier                       |                             | Avocat |
| 1832               | 1832     | M. Lambert                             |                             | |
| 1832               | 1838     | Louis Philippe Trémeau                 |                             | Professeur |
| 1838               | 1839     | Thomas Mermet (1780-1846)              |                             | |
| 1839               | 1841     | Louis Philippe Trémeau                 |                             | |
| 1841               | 1841     | M. Pérouse                             |                             | |
| 1841               | 1841     | M. Villars                             |                             | |
| 1841               | 1846     | Joseph François Auguste Donna          |                             | Industriel |
| 1846               | 1846     | Eugène Riondet                         |                             | |
| 1846               | 1848     | Laurent Chaumartin                     |                             | |
| 1848               | 1867     | Victor Faugier                         | Majorité dynastique         | Notaire Conseiller général de Vienne-Nord Conseiller général de Vienne-Sud Député |
| 1867               | 1869     | Jean-Pierre Joliot                     |                             | Avocat |
| 1869               | 1870     | Eugène Riondet (1830-1877)             |                             | |
| 1870               | 1771     | François Bouvagnet                     |                             | |
| 1871               | 1871     | Marc Antoine Brillier                  | Républicain                 | Avocat Conseiller général de Vienne-Sud Député Sénateur |
| 1871               | 1871     | François Bouvagnet                     |                             | |
| 1871               | 1877     | Eugène Riondet (1830-1877)             |                             | Avoué |
| 1878               | 1878     | Édouard Girerd (1832-1907)             |                             | |
| 1878               | 1880     | Jules Ronjat                           |                             | Avocat |
| 1880               | 1886     | Édouard Girerd                         |                             | Avoué |
| 1886               | 1899     | Camille Jouffray                       | Radical                     | Ingénieur Conseiller municipal Conseiller général de Vienne-Sud Député Sénateur |
| 1899               | 1902     | Adolphe Barnier                        | Radical                     | Conseiller général de Vienne-Nord |
| 1902               | 1906     | Francis Bresse                         |                             | Avoué |
| 1906               | 1919     | Joseph Brenier                         | Socialiste puis Républicain | Fabricant de drap Conseiller général de Vienne-Nord Député Sénateur |
| 1919               | 1919     | Henri Sannejean                        |                             | Avocat |
| 1919               | 1925     | Jules Pajot                            |                             | Avoué |
| 1925               | 1931     | René Datry                             |                             | Avocat |
| 1931               | 1940     | Lucien Hussel                          | SFIO                        | Publiciste Conseiller général de Vienne-Nord Député |
| 1940               | 1943     | Joseph Jalles                          | SFIO                        | Inspecteur des contributions directes |
| 1943               | 1944     | Ignace Mattei                          |                             | Employé de mairie, chef d'escadron |
| 1er septembre 1944 | 1959     | Lucien Hussel                          | SFIO                        | Publiciste Conseiller général de Vienne-Nord Député |
| 1959               | 1971     | Maurice Chapuis                        | MRP puis DVD                | Chirurgien Suppléant du député Noël Chapuis Conseiller général de Vienne-Sud |
| 1971               | 2001     | Louis Mermaz                           | PS                          | Professeur agrégé d'histoire Conseiller général de Vienne-Sud Conseiller général de Vienne-Nord Député Sénateur Ministre |
| 2001               | 2014     | Jacques Remiller                       | DL puis UMP                 | Cadre bancaire retraité Maire de Jardin Conseiller général de Vienne-Sud Conseiller régional de Rhône-Alpes Député |
| 28 mars 2014,      | En cours | Thierry Kovacs,                        | UMP puis LR                 | Président de la fédération LR de l'Isère (2016-2017) Président d'Advivo 2e adjoint au maire Président de ViennAgglo (2014-2017) Président de Vienne Condrieu Agglomération (2018,-) Conseiller régional de Rhône-Alpes Conseiller régional d'Auvergne-Rhône-Alpes |